# El Madania
El Madania là một đô thị thuộc tỉnh Alger, Algérie. Dân số thời điểm năm 2002 là 51.404 người.